# Drosophila colobos
Drosophila colobos är en tvåvingeart som beskrevs av Léonidas Tsacas 2004. Drosophila colobos ingår i släktet Drosophila och familjen daggflugor.
Artens utbredningsområde är Kamerun.